# Norton Commander
Norton Commander (običajno skrajšano v »NC«) je bil prototipni ortodoksni upravljalnik datotek (OFM), ki ga je izdelal John Socha, izdalo pa računalniško podjetje Peter Norton Computing (kasneje v lasti korporacije Symantec). NC je urejevalnik datotek, ki se dejansko obnaša kot besedilni uporabniški vmesnik za DOS. Uradno ga je izdeloval Symantec med letoma 1986 in 1998. Zadnja različica Norton Commanderja za DOS, 5.51, je bila izdana 1. julija 1998.